# Pygoctenucha clitus
Pygoctenucha clitus är en fjärilsart som beskrevs av Druce 1884. Pygoctenucha clitus ingår i släktet Pygoctenucha och familjen björnspinnare. Inga underarter finns listade.